# Municipio de Pentland
El municipio de Pentland (en inglés: Pentland Township) es un municipio ubicado en el condado de Luce en el estado estadounidense de Míchigan. En el año 2010 tenía una población de 2674 habitantes y una densidad poblacional de 9,62 personas por km².

## Geografía
El municipio de Pentland se encuentra ubicado en las coordenadas 46°17′35″N 85°25′27″O / 46.29306, -85.42417. Según la Oficina del Censo de los Estados Unidos, el municipio tiene una superficie total de 278.02 km², de la cual 276,57 km² corresponden a tierra firme y (0,52 %) 1,45 km² es agua.

## Demografía
Según el censo de 2010, había 2674 personas residiendo en el municipio de Pentland. La densidad de población era de 9,62 hab./km². De los 2674 habitantes, el municipio de Pentland estaba compuesto por el 63,99 % blancos, el 27,15 % eran afroamericanos, el 5,46 % eran amerindios, el 0,3 % eran asiáticos, el 0,07 % eran de otras razas y el 3,03 % eran de una mezcla de razas. Del total de la población el 1,23 % eran hispanos o latinos de cualquier raza.